# Bambi (film)
Bambi is een Amerikaanse tekenfilm uit 1942 van Walt Disney over het gelijknamige muildierhertje. De regisseur was David Dodd Hand en de hoofdontwerper van de decors was Tyrus Wong. 
De film duurt 70 minuten. Het was de vijfde lange animatiefilm van Disney.
De film verscheen op 13 augustus 1942, maar men was al in 1937 begonnen met de voorbereidingen. Een vervolg, Bambi II, werd uitgebracht in 2006.
Het verhaal van de film is gebaseerd op het kinderboek Bambi, ein Leben im Walde (1923) van de Oostenrijks-Hongaarse auteur Felix Salten. 

## Verhaal
Aan het begin van de film is het hertje Bambi net geboren. Bambi maakt tijdens de eerste paar jaar van zijn leven kennis met alles wat los en vast zit in het grote woud, waarin hij samen met allerlei andere dieren woont. Hij raakt bevriend met het konijn Stampertje, en samen maken ze van alles mee. Bambi maakt ook kennis met het stinkdier Bloempje. 
Als Bambi iets ouder is, mag hij met zijn moeder naar de grote weide. Zijn moeder waarschuwt hem wel voor de mensen, maar alles lijkt op dat moment nog veilig. Bambi ontmoet Feline, een meisjeshert dat ongeveer even oud is als hijzelf. Even later zijn er nog veel meer herten ter plekke. Ze maken zich allemaal klaar voor de verschijning van de "Grote Prins", Bambi's vader en tevens het oudste en slimste hert van het woud. Dan blijkt ook dat er nu inderdaad mensen in het bos zijn en de herten vluchten naar een veiligere plek. 
Als de winter is aangebroken, beleeft Bambi avonturen op het ijs met Stampertje en leert hij wat sneeuw is. Intussen raakt het eten in het bos op en er is bijna niets meer te vinden. Op een dag ziet Bambi's moeder een beetje gras in een open veld. Maar de jagers zijn ook weer in het bos en Bambi en zijn moeder vluchten. Bambi's moeder rent vlak achter hem, Bambi mag in geen geval omkijken en moet zo snel mogelijk naar hun schuilplaats. Hij hoort een schot vlak achter zich. Bambi weet zichzelf in veiligheid te brengen, maar zijn moeder is nergens meer te zien. As Bambi haar gaat zoeken staat hij oog in oog met zijn vader, die vertelt dat Bambi's moeder door de jagers is doodgeschoten en meegenomen.
De Grote Prins neemt Bambi nu onder zijn hoede en Bambi groeit op tot een volwassen hert. Ook Stampertje en Bloempje zijn volwassener geworden. De uil in het bos maakt hen er attent op dat het lente is, de tijd van de zogenoemde "lentekolder": een jongen ontmoet een meisje en wordt zo verliefd op haar dat hij zijn hoofd niet meer van haar af kan houden. Alle drie menen ze dat hen dat niet overkomt, en ze lopen weg. Uiteindelijk blijkt Bloempje toch een vriendinnetje tegen te komen, en even later ontmoet ook Stampertje een soortgenoot op wie hij verliefd wordt. Bambi loopt verder en komt Feline tegen. Eerst moet hij niets van haar hebben, maar later verandert hij van gedachten. Dan worden ze bedreigd door een ander hert. Bambi probeert Feline te beschermen door het andere hert te verjagen, dat na een lang gevecht besluit te vluchten.
Dan zijn er opnieuw jagers in het bos, maar nu zijn ze met meer. De dieren vluchten verder het bos in, maar velen ontkomen niet aan de schoten. Als Feline op zoek gaat naar Bambi, stuit ze op een troep jachthonden. Feline vlucht en weet zich tijdelijk te verschansen op een richel. Bambi komt op tijd om Feline te redden en gaat in gevecht met de honden. Hij weet de honden te verslaan en vlucht, maar wordt door een jager in zijn been geschoten. De gewonde Bambi moet van de Grote Prins opstaan. Een nagloeiend kampvuur in het kamp van de jagers in combinatie met de harde wind hebben ervoor gezorgd dat een deel van het bos binnen de kortste keren in lichterlaaie staat. Bambi en zijn vader weten nog net naar een veiligere plek aan de overkant van de rivier te vluchten, waar de andere dieren die zich hebben weten te redden inmiddels ook zijn.
De volgende lente bevalt Feline van een tweeling. Het hele bos is komen kijken en geniet van de twee kleine hertjes. Vanaf een hoge berg staat Bambi samen met zijn vader trots toe te kijken.

## Personages en stemmen
Omdat het verhaal verschillende levensfasen beschrijft, veranderen de leeftijden en daarmee de stemmen van de personages. Daarom zijn soms meerdere stemacteurs actief geweest voor het inspreken van één personage. De tabel hieronder toont de stemacteurs van de originele versie uit 1942 en de Nederlandse stemacteurs. Bambi werd pas in 1978 nagesynchroniseerd voor de Nederlandse markt en werd geregisseerd door Aart Staartjes. In 1993 werden enkele personages voorzien van nieuwe stemmen die werden geregisseerd door Maria Lindes.
| Engels           | Stem                                                                  | Nederlands       | Stem (1978)                                                                           | Stem (1993)                                                                           |
| ---------------- | --------------------------------------------------------------------- | ---------------- | ------------------------------------------------------------------------------------- | ------------------------------------------------------------------------------------- |
| Bambi            | Bobby Stewart (baby) Donnie Dunagan (kind) John Sutherland (jongeman) | Bambi            | Jessica Rodenburg (baby) Marco Haanschoten (kind) Bas van Wessem (jongeman)           | Jessica Rodenburg (baby) Marco Haanschoten (kind) Bas van Wessem (jongeman)           |
| Thumper          | Peter Behn (kind) Tim Davis (jongeman)                                | Stampertje       | Sander van Zijl (kind) Erik van 't Wout (jongeman)                                    | Sander van Zijl (kind) Erik van 't Wout (jongeman)                                    |
| Flower           | Stan Alexander (baby) Tim Davis (kind) Sterling Holloway (jongeman)   | Bloempje         | Jan Joost van Gangelen (baby) Theo Trommelen jr. (kind) Robert van 't Wout (jongeman) | Jan Joost van Gangelen (baby) Theo Trommelen jr. (kind) Robert van 't Wout (jongeman) |
| Faline           | Cammie King (kind) Ann Gillis (jongevrouw)                            | Feline           | Manon Dirksen (kind) Thera van Homeijer (jongevrouw)                                  | Manon Dirksen (kind) Paula Majoor (jongevrouw)                                        |
| Friend Owl       | Will Wright                                                           | Vriend Uil       | Johan te Slaa                                                                         | Carol van Herwijnen                                                                   |
| Mr. Mole         | Perce Pearce                                                          | Mol              | Aart Staartjes                                                                        | Aart Staartjes                                                                        |
| Bambi's mother   | Paula Winslowe                                                        | Bambi's moeder   | Loeki Knol                                                                            | Maria Lindes                                                                          |
| The Great Prince | Fred Shields                                                          | Grote Prins      | Hero Muller                                                                           | Kees Coolen                                                                           |
| Mrs. Rabbit      | Margaret Lee                                                          | Stamper's moeder | Trudy Libosan                                                                         | Marijke Merckens                                                                      |

Stemmen voor de Nederlandse Lp/cassete uit 1973.
| Personage      | Stem                                          |
| -------------- | --------------------------------------------- |
| Bambi          | Ida Bons (kind) Henk van der Molen (jongeman) |
| Stampertje     | Piet Ekel                                     |
| Bloempje       | Janine van Elzakker                           |
| Feline         | Janine van Elzakker                           |
| Vriend Uil     | Henk van der Molen                            |
| Bambi's moeder | Martine Bijl                                  |
| Grote Prins    | Ger Smit                                      |
| mol            | Aart Staartjes                                |

## Achtergrond

### Decors
Aanvankelijk waren de achtergronden van dezelfde gedetailleerdheid als die van Disneys allereerste lange tekenfilm Sneeuwwitje en de zeven dwergen, die ook een aantal scènes in een bos vol dieren bevat. Toen de dieren echter daartegen bleken weg te vallen, raakte het werk enige tijd in een impasse. Een uitweg werd gevonden door de Chinese landschapsschilder Tyrus Wong, die met een ontwerp kwam dat gebaseerd was op de wijze waarop de landschapsschilderijen uit de Song-dynastie vervaardigd werden. Met behulp van pasteltinten en een sobere stijl kwam een adequaat decor tot stand.

### Productie
- Toen Disney nog geen naam verzonnen had voor Stampertje, stond het konijn bekend als "Bobo".
- Bambi was de eerste tekenfilm in de geschiedenis waarbij natuurgetrouwheid werd nagestreefd. Om het gedrag en de bewegingen van herten goed te kunnen bestuderen werden zelfs herten gehouden in de studio, tot ze te tam werden.

### Fouten in de animatiefilm
In de originele versie van de animatiefilm komen veel fouten voor, variërend van kleurfouten tot de manier waarop de personages bewegen. In de platinum-dvd's zijn deze fouten allemaal hersteld. Een voorbeeld van zo'n herstelde fout was de kleur van de vacht van de moeder van Stamper, die in de film drie keer veranderde, van grijs naar perzikachtig.
Een andere fout zat in de wandeling die Bambi door het bos maakt. In het begin lopen er vijf konijnen met hem mee, waaronder Stamper. De kleur van Stampers zussen verandert van perzikachtig naar bruin en soms zijn er twee perzikachtige konijnen of drie bruine. Daarnaast varieert het aantal zussen van vier tot zes gedurende deze scène.
Verder zijn er nog een vijftal andere fouten waarbij personages van kleur veranderen of vreemd bewegen.

## Verschillen met het boek
In de film is Bambi een muildierhert, in het boek dat de basis vormt voor de film is hij een ree. Bambi wordt bij zijn geboorte uitgeroepen tot "Prins van het Bos". Wanneer hij ouder wordt, raakt Bambi bevriend met andere dieren in het bos, maar zijn geluk slaat al gauw om als zijn moeder doodgeschoten wordt door jagers (die overigens nooit in beeld te zien zijn). Bambi leert overleven en wordt verliefd. Op een dag komen de jagers weer langs en wordt Bambi gedwongen om net zo moedig te zijn als zijn vader, de Grote Prins, en om de andere herten in veiligheid te brengen.

## Prijzen en nominaties
| Jaar | Prijs           | Categorie                                  | Genomineerde(n)                  | Uitslag     |
| ---- | --------------- | ------------------------------------------ | -------------------------------- | ----------- |
| 1943 | Academy Award   | Beste muziek, originele lied               | Frank Churchill, Larry Morey     | genomineerd |
| 1943 | Academy Award   | Beste muziek, dramatische of komische film | Frank Churchill, Edward H. Plumb | genomineerd |
| 1943 | Academy Award   | Beste geluid, opname                       | C.O. Slyfield                    | genomineerd |
| 1948 | Golden Globe    | special award                              | Walt Disney                      | gewonnen    |
| 1988 | Genesis Award   | Feature Film – Classic                     | -                                | gewonnen    |
| 2005 | Satellite Award | Outstanding Youth dvd                      | -                                | genomineerd |

## Trivia
- De meest besproken scène in de film is waarschijnlijk die waarin Bambi's moeder – weliswaar buiten beeld – door jagers wordt doodgeschoten. Regisseur Steven Spielberg noemde Bambi in een interview eens de biggest crying movie of all time. Als kind stond hij naar eigen zeggen midden in de nacht soms op om te kijken of zijn ouders nog wel leefden.[3]
- De Sex Pistols brachten eind jaren 70 een single uit genaamd Who Killed Bambi?.
- In 2000 werd het dinosauriërgeslacht Bambiraptor naar de film en het bijbehorende hoofdpersonage vernoemd.